# Макрофилия

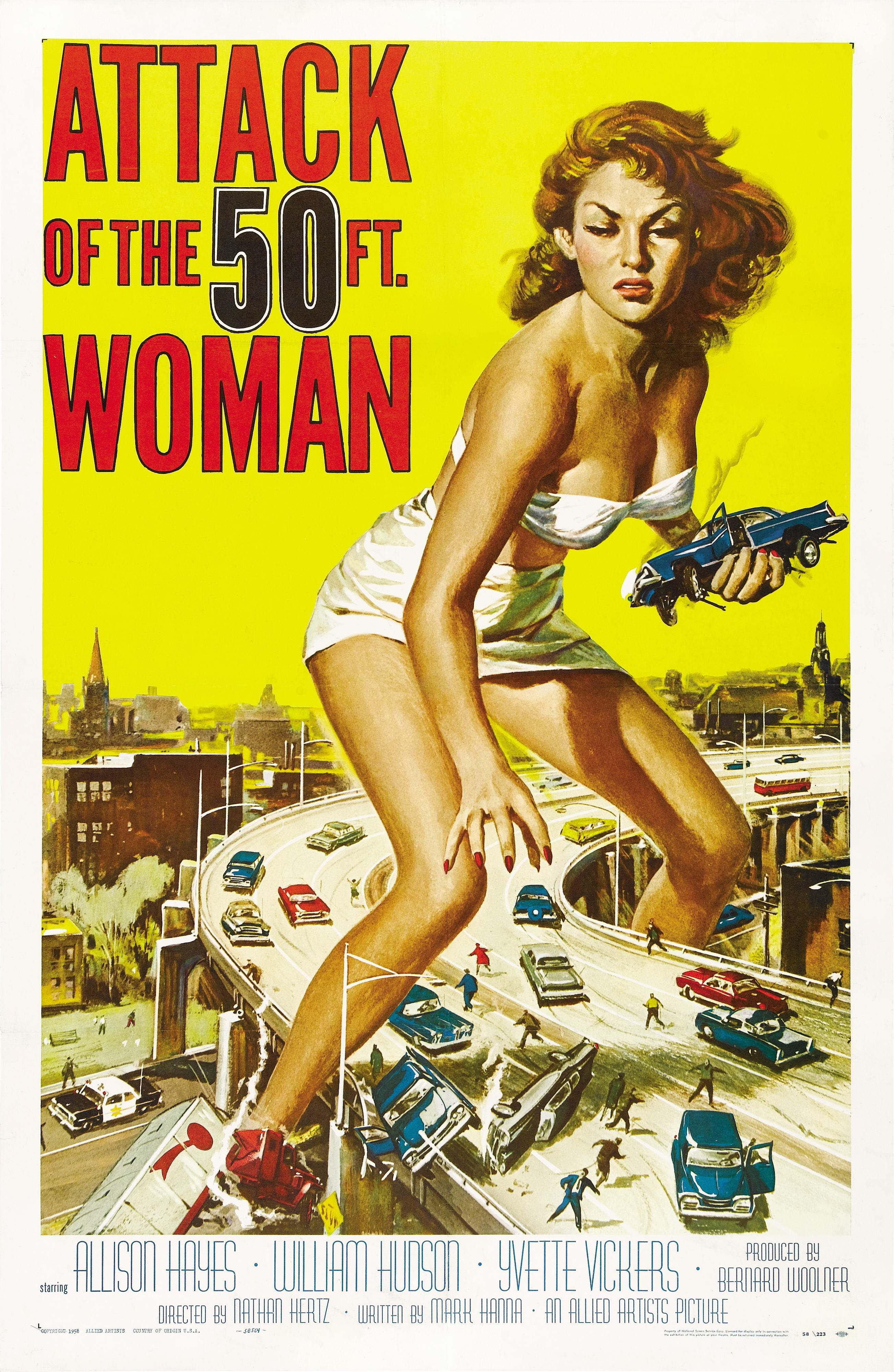
Постер к фильму «Нападение гигантской женщины»

Макрофилия (от др.-греч. μαϰρός — «большой» и φιλία — «любовь») — сексуальное влечение к большим людям и большим предметам. Обычно представляют собой мужские сексуальные фантазии, где они играют «меньшую» роль.  В своих фантазиях мужчина может быть унижен, съеден или раздавлен более крупной женщиной. 
Интернет-сообщества называют эту субкультуру макро-фетишем или GTS-фетишем, сокращенно от английского слова «giantess» (великанша).

## Описание
Хотя термин «макрофилия» буквально переводится как «любитель большого», в сексуальном плане он используется для обозначения влечения к существам, превосходящим их самих. Обычно интерес макрофилов различается и зависит от пола и сексуальной ориентации. Макрофилы часто любят чувствовать себя маленькими, подвергаться жестокому обращению, унижению, раздавливанию или поеданию.
Психолог Марк Гриффитс предполагает, что корни макрофилии могут лежать в сексуальном возбуждении в детском и раннем подростковом возрасте, которое случайно ассоциируется с гигантами.
Размышляя о том, почему женщин-макрофилов не так много, психолог Хелен Фридман предположила, что женщинам, которые уже считают мужчин доминирующими и сильным полом, не нужно дополнительно фантазировать на тему макрофилии. Тем не менее, существуют женщины, которые могут наслаждаться аспектами макрофилии, где они обычно берут на себя роль великанши.